# Menedemos (Kyniker)
Menedemos (altgriechisch Μενέδημος Menédēmos, latinisiert Menedemus) war ein antiker griechischer Philosoph. Er wird zu den Kynikern gezählt. Da er ein Zeitgenosse des in der ersten Hälfte des 3. Jahrhunderts v. Chr. tätigen Menippos von Gadara und Bions von Borysthenes war, ist anzunehmen, dass er im 4. Jahrhundert v. Chr. geboren wurde und im 3. Jahrhundert starb.
Schriften von Menedemos sind keine überliefert. Erhalten sind lediglich einige wenige antike Berichte zu seinem Leben und Werk, worüber trotzdem kaum etwas bekannt ist.
Diogenes Laertios berichtet, Menedemos sei zunächst Schüler des Epikureers Kolotes von Lampsakos gewesen. Später habe er sich aber einem gewissen Echekles angeschlossen, einem Enkelschüler des Kynikers Metrokles. Was Diogenes Laertios über Menedemos’ Auftreten und Charakter berichtet, wurde wahrscheinlich fälschlicherweise von Menippos auf Metrokles übertragen.
Nachdem er zum Kynismus übergelaufen war, hat er sich mit seinem Lehrer Kolotes’ literarisch bekämpft. Das wissen wir aus einer entsprechenden Antwort Kolotes’, die auf einer Papyrusrolle erhalten geblieben ist. Die Kritik an Menedmos beschränkt sich dabei auf Themen wie die Frage, ob – wie das Menedemos als Kyniker behauptete – ein Weiser mit einfachen Linsengerichten schmerzlos und gut leben könne. Aus derselben Quelle wissen wir, dass Menedemos bei vielen Stoikern nur wenig Ansehen genoss. Vielleicht ist das auf sein extravagantes Verhalten zurückzuführen.